# 파브리시오 콜로치니
파브리시오 콜로치니(Fabricio Coloccini, 이탈리아어 발음: [faˈβ̞risjo kolotˈt͡ʃini], 1982년 1월 22일 ~ )는 이탈리아계 아르헨티나인 은퇴한 축구 선수이다. 수비수로 활약했다.
발이 느린 편이지만 빌드업 능력이 뛰어나고 지능적인 수비를 하는 커맨더형 수비수이다. 성실한 태도와 온화한 인품으로 동료들과 팬들의 신임이 두터운 선수이다.

## 클럽 경력

### 보카 주니어스
콜로치니는 1998년, 보카 주니어스에서 교체 선수로 프로 데뷔를 하였다. 그리고 보카 주니어스에서의 두 번째 경기이자 마지막 경기인 뉴얼스 올드 보이스와의 경기에서는 동점골을 기록했다.

### AC 밀란
1999년, AC 밀란의 제의를 받아 이탈리아에 진출했으나, 당시 17세였던 그에게 많은 기회가 오지 않았다. 결국 그는 아르헨티나의 CA 산로렌소를 시작으로 데포르티보 알라베스, 아틀레티코 마드리드, 비야레알 등 여러 프리메라리가 클럽들로 임대를 다녀야 했다.

### 데포르티보 라코루냐
2005년 1월, 오랜 임대 생활을 끝내고 프리메라리가의 데포르티보 라코루냐와 6년 계약을 맺었다. 그는 데포르티보에서 3시즌 반 동안 부동의 주전으로 맹활약하며 본격적으로 자신의 이름을 알렸다. 특히 2007-08시즌 전 경기 출장하여 4골을 기록해 팀이 UEFA 인터토토컵 출전권을 획득하는데 기여했다.

### 뉴캐슬 유나이티드
2008년 8월, 그는 프리미어리그의 뉴캐슬 유나이티드와 5년 계약을 맺었다. 이적한지 이틀만에 시즌 개막전인 맨체스터 유나이티드와의 경기에서 데뷔했고 이후 많은 경기에서 선발 출장했다. 당시 부실한 뉴캐슬 수비진에 힘을 실어줄 것이라는 평을 받았으나 기대에 못미치는 경기력을 선보였고, 그 시즌 뉴캐슬은 18위를 기록해 프리미어리그에서 강등되고 만다.
뉴캐슬이 강등된 후 여러 이적설과 불화설에 휘말렸지만 팀에 잔류한다. 그는 스티븐 테일러, 마이크 윌리엄슨, 타마스 카다르 등 여러 선수들과 호흡을 맞추면서도 완벽한 수비력을 선보였고 카디프 시티와의 경기에선 데뷔골까지 기록했다. 그는 주전 수비수로서 대활약하며 팀의 승격을 이끌었고, 당시 팀 동료인 앤디 캐럴, 호세 엔리케, 케빈 놀런과 함께 PFA 풋볼 리그 챔피언십 올해의 팀에 선정되었다.
뉴캐슬이 승격한 이후에도 그는 수비의 핵으로서 맹활약 하였고, 2011-12 시즌부터 뉴캐슬의 주장을 맡게 되었다. 그리고 그 해 북동부 올해의 선수상을 수상했고, PFA 프리미어리그 올해의 팀에도 선정되었다.

## 국가대표팀 경력
콜로치니는 아르헨티나의 2001년 FIFA 세계 청소년 축구 선수권 대회 우승 멤버였으며, 또한 2004년 하계 올림픽 축구에서 금메달을 획득한 팀의 일원이었다.
그는 2003년에 아르헨티나 성인 대표팀에 합류했으며, 2004년 페루와의 친선전에서 첫 골을 기록했다. 그리고 2005년 FIFA 컨페더레이션스컵에 참가해 팀의 결승진출에 기여했다. 또한 이듬해 열린 2006년 FIFA 월드컵에도 참가하여 조별 라운드인 네덜란드전에 교체 출장했으며, 독일과의 8강전에는 선발 출장했다.

## 수상 경력

### 클럽
보카 주니어스
- 아르헨티나 프리메라 디비시온: 아페르투라 1998
- 아르헨티나 프리메라 디비시온: 클라우수라 1999

CA 산로렌소
- 아르헨티나 프리메라 디비시온: 클라우수라 2001

뉴캐슬 유나이티드
- 풋볼 리그 챔피언십: 2009-2010

### 국가대표팀
- FIFA 세계 청소년 축구 선수권 대회: 2001
- 올림픽 축구 금메달: 2004

### 개인
- PFA 풋볼 리그 챔피언십 올해의 팀: 2009-10
- PFA 프리미어리그 올해의 팀: 2011–12

## 참고 문헌
1. ↑  (한국어) “(오피셜) 뉴캐슬, 콜로치니 영입”. 골닷컴. 2008년 8월 7일. 2012년 9월 30일에 확인함.
2. ↑  (영어) “Cardiff 0-1 Newcastle”. BBC 스포츠. 2009년 10월 13일. 2012년 9월 30일에 확인함.
3. ↑  (영어) “Coloccini named Magpies captain”. 스카이 스포츠. 2011년 7월 8일. 2012년 9월 30일에 확인함.
4. ↑  (영어) “Captain Fabricio Coloccini wins top award”. 더 저널. 2011년 10월 1일. 2011년 12월 2일에 원본 문서에서 보존된 문서. 2012년 9월 30일에 확인함.
5. ↑  (한국어) “PFA 선정 올해의 팀, 맨시티·토트넘 7명”. 골닷컴. 2012년 4월 23일. 2012년 9월 30일에 확인함.
6. ↑  (한국어) “브라질, 아르헨 대파...컨페더레이션스컵 우승”. 오마이뉴스. 2005년 6월 30일. 2012년 9월 30일에 확인함.